# Brasão de armas da Dominica
O brasão de armas de Dominica foi adoptado a 21 de Julho de 1961. É constituído por um escudo suportado por dois papagaios-imperiais, encimado por um leão em posição defensiva. Os quadrantes do escudo apresentam uma canoa, uma bananeira, uma palmeira e um sapo das montanhas. Na base do escudo está o lema nacional: Après Bondie C'est La Ter (Primeiro, Deus, depois a Terra).